# 革命的共产主义者同盟
革命的共产主义者同盟（日语：革命的共産主義者同盟），简称革共同，是日本历史上的一个新左翼组织。1957年1月，日本托洛茨基主义联盟成立；同年12月，改组为革命的共产主义者同盟。该组织的创始人是太田龙、黑田宽一、西京司。1958年7月，发生“革共同第一次分裂”，分裂出以太田龙为首的日本托洛茨基主义同志会（太田派）。1959年1月，发生“革共同第二次分裂”，分裂出以黑田宽一、本多延嘉为首的革命的共产主义者同盟全国委员会（探求派），革共同的剩余部分则被称作革命的共产主义者同盟中央书记局（关西派）。至此，统一的革共同不复存在。